# Caballos del Vino
Los Caballos del Vino son un festejo que tiene lugar en Caravaca de la Cruz (Murcia), España, del 1 al 3 de mayo. Está organizado por el Bando de los Caballos del Vino, una federación compuesta por sesenta asociaciones denominadas «peñas caballistas». Las sesenta peñas, con sus respectivos caballos, participan en tres concursos de distinta índole. Estos son el Concurso de Caballo a Pelo, de Enjaezamiento y de Carrera. El concurso más multitudinario es la Carrera de los Caballos del Vino, celebrada en la mañana del día 2 de mayo.
El festejo de los Caballos del Vino es de los más representativos de Caravaca de la Cruz y se lleva a cabo durante las Fiestas en Honor a la Santísima y Vera Cruz, celebradas del 1 al 5 de mayo, y que cada año atraen a la ciudad a más de 100.000 visitantes de todo el mundo. Dichas fiestas fueron declaradas de Interés Turístico Internacional en 2004 y Patrimonio Cultural Inmaterial de la Humanidad por la Unesco en el 2020.

## Historia
Los orígenes de la fiesta se pierden entre la historia y la leyenda. Según la tradición, estando sitiada la fortaleza templaria de Caravaca por los moros granadinos, hacia 1250, y necesitando los moradores agua para abastecerse, ya que los aljibes estaban exhaustos, un grupo de caballeros templarios atravesaron el sitio musulmán, con el consiguiente riesgo que ello entrañaba.
Al no poder conseguir agua en el Campillo de los Caballeros, cargaron vino en pellejos a lomo de sus corceles. Volvieron velozmente y con una espectacular carrera burlaron el cerco enemigo para llevarlo a los defensores del Castillo, donde ya se guardaba, desde 1231, la Reliquia de la Santa Cruz.
Al llegar fueron recibidos con alborozo, ofreciendo y ataviando las mujeres a los mozos y a los caballos con ricos mantos bordados y ramilletes de flores, considerándolos, de esta forma, héroes y salvadores.
Desde la Edad Media, con más o menos esplendor, según las épocas, se viene celebrando anualmente la efeméride. Sin embargo es en el siglo XVIII, en pleno Barroco, cuando la fiesta comienza a configurarse como tal, y durante el Romanticismo cuando alcanza la estructura lúdica que hoy tiene.

### Renovación de las fiestas
En 1959 se realizó la renovación de las fiestas, dado que tras la Guerra Civil habían entrado en decadencia. Se crearon grupos de moros y cristianos, se estructuraron los primeros desfiles y se empezaron a crear muchas de las peñas que actualmente participan en las fiestas. En el caso de los caballos del vino, los jaeces, que habían sido hasta entonces colchas de cama de los ajuares de las novias o mantones de manila de las novias, madres o hermanas de los componentes de las peñas, ganaron en sofisticación al bordarse propiamente para las fiestas con oro y seda hasta llegar a la actualidad, en que un manto puede llegar a costar miles de euros y tarda en elaborarse prácticamente un año. El trabajo de bordadoras y de diseñadores de mantos está muy reconocido en la ciudad. Tanto al diseño de los trajes de moros y cristianos como de los jaeces de los caballos contribuyó de manera excepcional Dolores Michelena, donostiarra esposa del caravaqueño Miguel Martínez Asensio. En la ampliación de la localidad hacia la carretera de Granada el pueblo le tiene dedicada una calle. 

## Los Caballos del Vino

### 1 de mayo
En la tarde del 1 de mayo tienen lugar los denominados "caballos a pelo", un concurso morfológico en el que el caballo al desnudo muestra su belleza y porte por las calles de Caravaca hasta llegar a la "Plaza del Hoyo o Plaza de los Caballos del Vino" donde tiene lugar el concurso y se valora su porte, pelaje, crines, movimientos, talla etc. En esta plaza hay una estatua en torno a la cual el caballo gira junto a su peña (conjunto de personas o grupo de amigos) y donde deja ver las características que mediante unos jueces puntúan su morfología.
Cuando finaliza dicho concurso se abren las exposiciones de los mantos o enjaezamientos para que tanto los caravaqueños como aquellos turistas puedan admirar el trabajo que peñas, diseñadores y bordadoras realizan durante un año entero. Estos mantos o enjaezamientos están realizados a mano, en seda, oro, plata y pedrería, y en ellos se pueden apreciar diferentes escenas y personajes de la fiesta e incluso personas del pueblo.

### 2 de mayo
La fiesta comienza la madrugada de antes con el lavado y el enjaezamiento del caballo en más de 40 lugares diferentes de la ciudad. Pocos espectadores, sólo los más vinculados a las peñas o familias, asisten a la ceremonia.[cita requerida] Después de este ritual ancestral los Caballos del Vino dan comienzo cada año a la Fiesta Mayor que se dedica a la Santísima y Vera Cruz de Caravaca, haciéndose con las calles de la ciudad con sus mantos bordados en seda y oro y la carrera de los caballos en la Cuesta del Castillo.

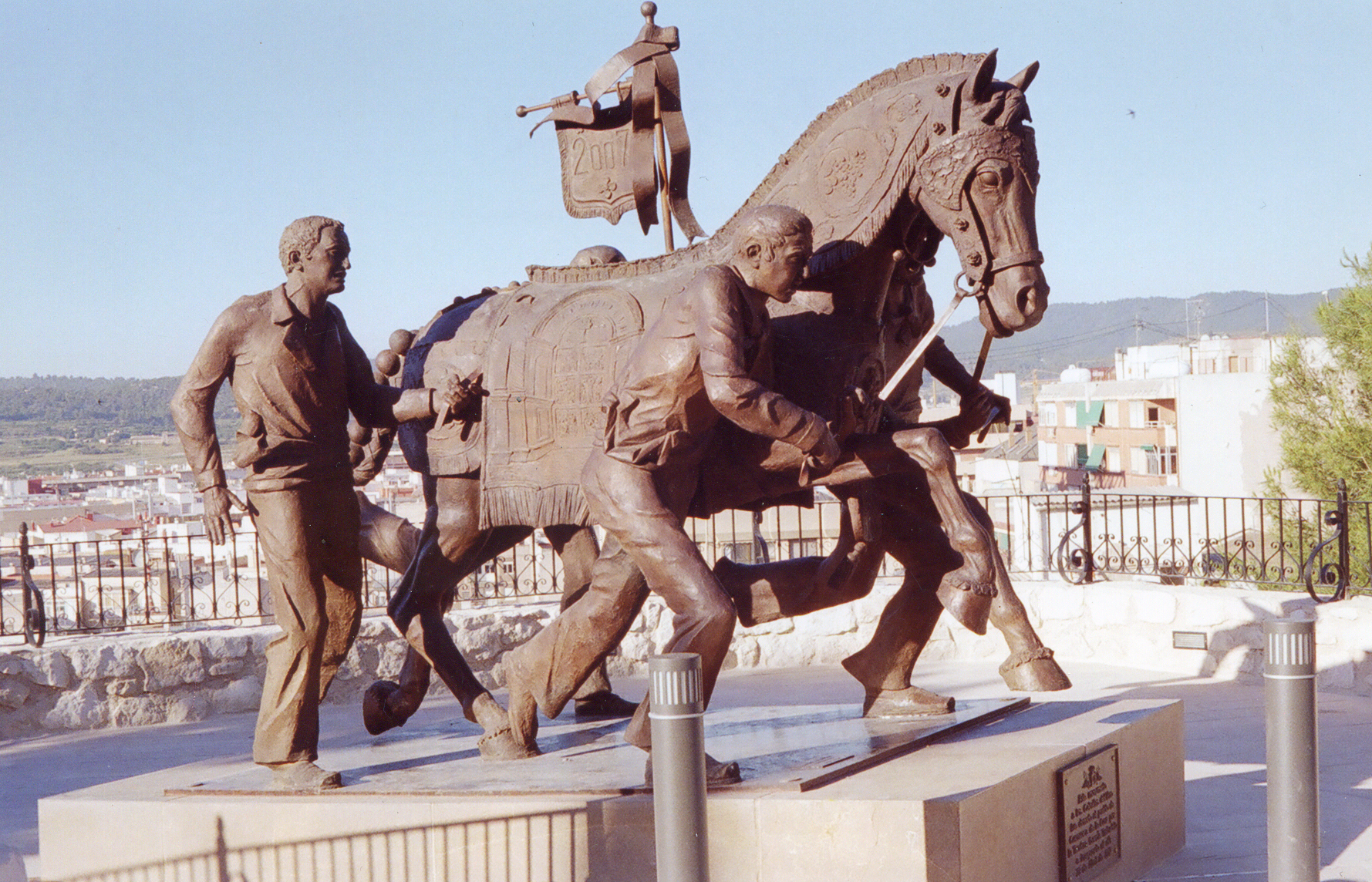
A los Caballos del Vino, de Rafael Pi Belda

Cerca de sesenta peñas caballistas compiten por coronar la cuesta en el menor tiempo posible. Los caballos van flanqueados por cuatro jóvenes de la peña que van sujetos al animal. La carrera de los Caballos del Vino ha ganado prestigio y es la parte de las fiestas locales con mayor proyección nacional e internacional. Actualmente el récord de tiempo esta en 7 segundos, 713 milésimas realizada por la peña caballista Artesano en el año 2016. La clasificación del año 2025 es:
| Premio | Peña                      | Tiempo |
| ------ | ------------------------- | ------ |
| 1º     | Peña Caballista Calimocho | 7,743  |
| 2º     | Peña Caballista Retorno   | 8,340  |
| 3º     | Peña Caballista Luminoso  | 8,353  |
| 4º     | Peña Caballista Aspirante | 8,377  |
| 5º     | Peña Caballista Júpiter   | 8,529  |